# Antivaho

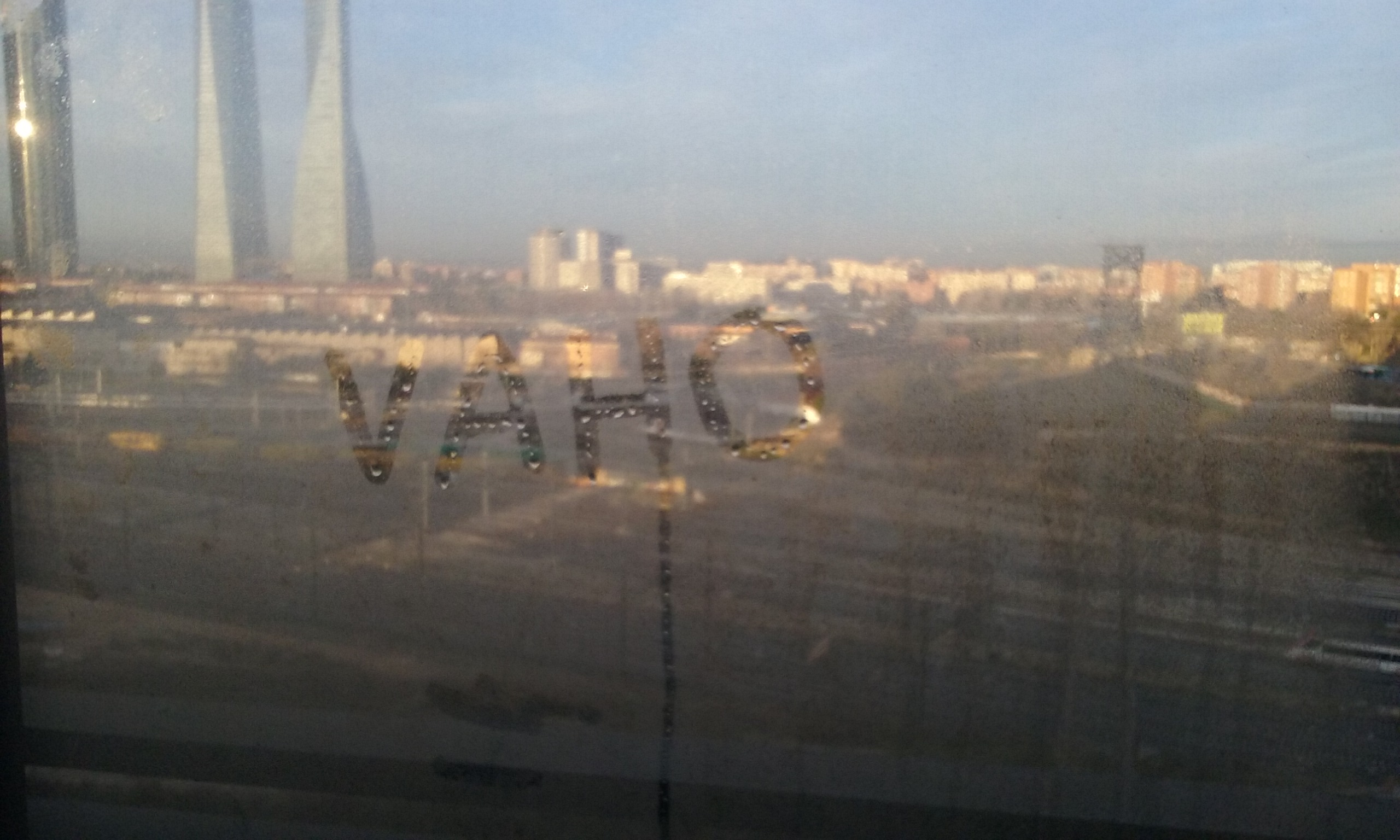
Vidrio empañado por la condensación del vapor de agua atmosférico

Los agentes antivaho son una serie de sustancias químicas que impiden la condensación del agua en forma de pequeñas gotas (semejantes a las de la niebla) sobre determinadas superficies. Los primeros tratamientos antivaho fueron desarrollados por la NASA durante el Proyecto Gemini, siendo a menudo utilizados desde entonces en los vidrios transparentes o en las superficies plásticas de las lentes y los espejos de las gafas protectoras, de las cámaras, y de los prismáticos. Estos tratamientos trabajan minimizando la tensión superficial, resultando una película que esparce el agua, lo que facilita su evaporación, evitando la formación de gotas individuales y reduciendo así la capacidad de mojar del líquido condensado. Suelen consistir en la aplicación de una película surfactante, o en la creación de una superficie hidrofílica.
Otro tipo de soluciones antivaho, inspiradas en la microtextura de las hojas de algunas plantas como el loto, consisten en recubrir la superficie que se desea proteger de la condensación mediante una película de nanofibras, cuyas dimensiones consiguen repeler el agua aprovechando su tensión superficial.

## Desarrollo
Los agentes antivaho fueron inicialmente desarrollados por la NASA durante el Programa Gemini, para las viseras utilizadas por encima del casco. Durante la misión Gemini 9A, en junio de 1966, el astronauta Eugene A. Cernan probó el primer traje espacial de la NASA, y descubrió durante el paseo espacial que la visera de su casco se empañaba. El traje espacial de Cernan fue probado utilizando el Sistema de Soporte de Vida Aeronave 9 después del vuelo, y se comprobó que un pequeño sector de la visera tratado con una solución antiniebla quedó libre de condensación. Más tarde, todos los vuelos del programa Gemini incluyeron la solución antivaho para ser aplicada antes de cada paseo espacial.
En 2016 una empresa española, Advanced Nanotechnologies S.L. logró comercializar una solución permanente al problema del vaho. Su tecnología se desarrolló hasta su comercialización final. Consiste en un tratamiento nanotecnológico permanente compatible con una gran variedad de materiales. Esta solución no es tóxica a diferencia de las soluciones actuales.

## Aplicación
Los agentes antivaho normalmente están disponibles como soluciones en espray, cremas y geles, y toallitas húmedas impregnadas, mientras que recubrimientos más persistentes son a menudo aplicados durante procesos de fabricación más complejos. Los aditivos también pueden ser añadidos a plásticos con capacidad para exudarlos desde su interior a la superficie.

### Agentes
Las sustancias siguientes son utilizadas como agentes antivaho:
- Surfactantes que minimizan la tensión superficial del agua:
  - Detergentes como champú, jabón, o la crema de afeitar aplicados como solución y limpiados sin enjuagar
- Recubrimientos hidrofílicos que maximizan la energía de las superficies:
  - Polímeros hidrofílicos e hidrogeles:
    - Gelatina

  - Coloides hidrofílicos y nanopartículas:
    - Dióxido de titanio, se convierte en altamente hidrofílico bajo la luz ultravioleta.

### Tratamiento de superficies
La superficie se modifica a nivel nanométrico mediante técnicas de alto vacío, depositando una película de nanofibras que evita la adherencia de las gotas de agua. Esta solución abre nuevas posibilidades, ya que a diferencia de los agentes antivaho tiene un rendimiento mucho más alto.

### Recetas caseras
Un método para impedir la formación de vaho es aplicar una película delgada de detergente, pero este método es criticable porque los detergentes están diseñados para ser solubles en agua y causan que el cristal se emborrone. Los buzos a menudo utilizan su propia saliva, conocido agente antivaho por su eficacia.